# Burg Trephenau
Die abgegangene Burg Trephenau lag in der niederbayerischen Stadt Neustadt an der Donau im Landkreis Kelheim von Bayern. Der Grund für ihre Errichtung war vermutlich verkehrsgeographischer Art, da sie am Schnittpunkt zweier Fernstraßen lag, und zwar der Nibelungenstraße, die vom nördlichen Frankreich bis nach Regensburg führte und der Verbindung nach Nordwesten nach Landshut. Die Anlage wird als Bodendenkmal unter der Aktennummer D-2-7136-0287 als „abgegangene mittelalterliche Burg Trephenau“ geführt.

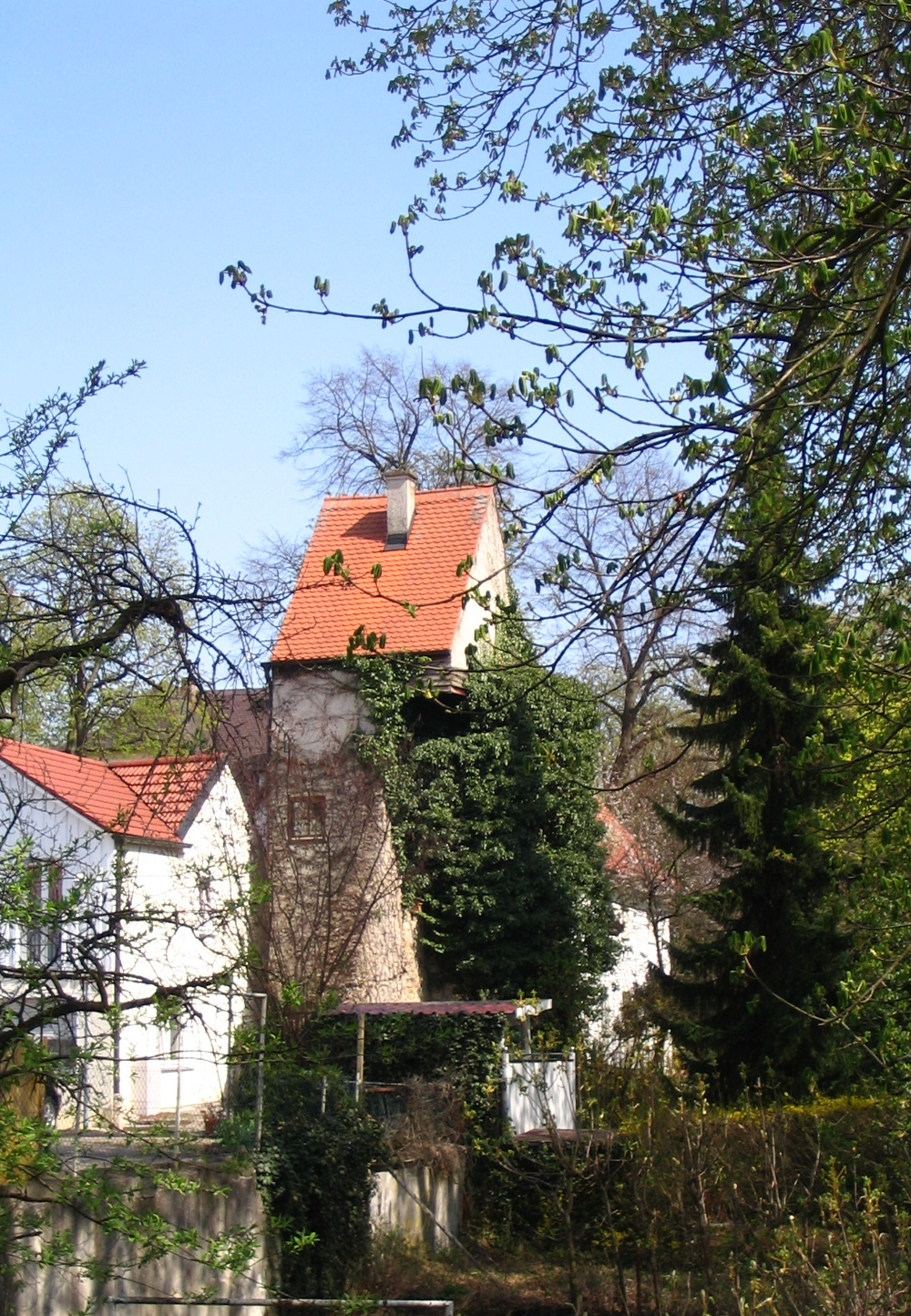
Lugausturm von Neustadt an der Donau

## Beschreibung
Die Burg befand sich auf der höchsten Erhebung Neustadts an der Südostecke der Stadt an der Stelle des späteren Lugausturms, an der sich heute die sog. „Auer-Villa“ befindet. Erhalten ist ein pyramidenstumpfförmiger Turmhügel in den Ausmaßen von ca. 35 × 40 m und einer Höhe von ca. 3,5 m innerhalb des Stadtgrabens.

## Geschichte
Bereits vor der Gründung der Stadt Neustadt (Verleihung des Stadtrechts am 11. Mai 1273, damals Seligenstadt genannt) befand sich auf einem hochwasserfreien Burgplatz der Ort Trephenau. Dieser erscheint 1142 und 1158 in historischen Dokumenten. Anlass war eine Schenkung eines Warmut, Ministeriale zum Dom St. Peter in Regensburg, der Güter zu Trepphenowe und Wipfelsfurt an das Kloster Weltenburg verschenkt. Trephenau scheint nach der Gründung von Neustadt in dieser aufgegangen zu sein und blieb als Flurname östlich der früheren Stadtmauer erhalten. Nach Johannes Aventinus bestand die Burg Trephenau (Thraephunum arcem) noch 1272, „die jetzt Neustadt genannt wird“. Ob die Burg von den Trephenauern oder den Wittelsbachern gegründet wurde, ist unsicher. Von der Familie der Trephenauer erscheint 1166 und 1168 ein Otto von Trephenau, um 1177/78 ein Eberhard von Trephenau und 1277 ein Chunradus Trepfenower. Seine Nachkommen werden noch im 15. Jahrhundert genannt, so 1467 ein Andre Tropfenauer; um 1478 ist die Familie ausgestorben.
Die Burg wird auch in Dokumenten aus dem Jahr 1442 erwähnt, als der „erbar und geistlich Herr, Herr Andre Nidermair“ von Andre dem Hagen eine Behausung, „gelegen in dem Vorhof der Burgk“ erwirbt. Man kann also von einem Burgbau mit einem Vorhof ausgehen, in diesem hat die Stadt 1625 den „neuen thurm im vorhof“, den heutigen Lugausturm, errichten oder auch nur erneuern lassen. Dieser wird bis 1800 als Turm bei der Vösst bezeichnet. 1783 ist in einer Stadtbeschreibung „von des Malers Garten an der Ecke der Stadt gegen Mittag, genannt die Feste, auf einem Berge gelegen, worauf vor Zeiten ein Schloß stand“ die Rede.